# Gloeosporidina moravica
Gloeosporidina moravica är en svampart som beskrevs av Petr. 1921. Gloeosporidina moravica ingår i släktet Gloeosporidina och familjen Gnomoniaceae.   Inga underarter finns listade i Catalogue of Life.